# Centaurea aladaghensis
Centaurea aladaghensis — вид рослин з роду волошка (Centaurea), з родини айстрових (Asteraceae).

## Опис рослини
Це багаторічна рослина, стебло прямовисне, щонайменше 40 см заввишки, гіллясте у верхній частині. Листки рідко волохаті, з помітними жилками; нижні — серцеподібні або довгасто-серцеподібні, на довгій ніжці; нижньо-середні — яйцюваті, звужені в коротку ніжку; середні — від обернено-яйцюватих до довгастих, сидячі; верхні — ланцетні. Кластер філарій (приквіток) 25–30 × 18–20 мм, яйцюватий; придатки від солом'яного до коричневого забарвлення. Квітки пурпурові.

## Середовище проживання
Ендемік південно-центральної Туреччини.